# Yawsra Shbwo
Yawsra Shbwo es una deportista marroquí que compitió en taekwondo. Ganó una medalla de bronce en el Campeonato Africano de Taekwondo de 2005 en la categoría de –55 kg.

## Palmarés internacional
| Campeonato Africano | Campeonato Africano       | Campeonato Africano | Campeonato Africano |
| Año                 | Lugar                     | Medalla             | Categoría           |
| ------------------- | ------------------------- | ------------------- | ------------------- |
| 2005                | Antananarivo (Madagascar) | Medalla de bronce   | –55 kg              |